# Fand
Fand, vagy Fann egy korai ír tengeristennő, akit később a „Tündérek királynője”-ként említettek. A neve jelentését fordították „Szépséges Gyöngy”-nek és „Könnycsepp”-nek is. Őt tartják minden istennők legszépségesebbjének, valamint a nők, az öröm és a fiatalság másik világbéli szigeteivel hozzák kapcsolatba.
Az Ulsteri ciklus Serglige Con Culainn („Cúchulainn betegágya”) c. történetében Fand előbb egy másik világbéli tengeri madár alakjában tűnik fel, majd később bosszúálló istennőként (vagy „másik világbéli nő”ként). Tengeri madárként együtt repül elvarázsolt madarak egy rajával, amelyben a madarakat ezüstláncokkal kötötték párokba. A nővérével, Lí Bannal együtt repülő Fand azzal tűnik ki a többiek közül, hogy őket aranylánc köti össze.
Cúchulainn, a hős, kövekkel dobálja meg a madarakat, és az egyikkel eltalálja Fand szárnytollait. Fand és Lí Ban nemsokára „másik világbéli nők”ként térnek vissza, és a tó partján szembeszállnak Cúchulainnal, akit aztán addig ostoroznak, amíg olyan rosszul nem lesz, hogy egy egész éven át képtelen felkelni az ágyából.
Cúchulainn végül Fand kegyéből nyeri vissza egészségét, amikor is közvetítők (Lí Ban és Cúchulainn szekérhajtója, Láeg) útján vonakodva bár, de beleegyezik abba, hogy elutazzon Fand másik világi szigetére és segítsen neki az ellenségei ellen vívott harcban – ahol aztán hamarosan szerelembe is esnek egymással.
Kapcsolatuk azonban kérészéletűnek bizonyul, mivel Cúchulainn rettentő féltékeny felesége, Emer késekkel felfegyverkezett nők seregével támad rájuk. Látván, hogy a kettejük afférjától láthatóan felzaklatott Emer valóban méltó Cúchulainnhoz, Fand úgy dönt, hogy elhagyja őt. Elénekel egy dalt, majd visszatér a férjéhez, Manannánhoz, aki megrázza varázslatos ködköpönyegét Fand és Cúchulainn között, örökre elzárva őket egymástól. Cúchulainn és Emer végül isznak a feledés italából, amit a druidáktól kapnak, és így megbékélnek.
Fandot megemlítik még a Táin Bó Cúailnge-ben („A Cooley-i marharablás”) is.
Aranyhajú Niamh, az istennő vagy másik világbéli nő, állítólag Manannán lánya. Mivel Niamh és Fand több szempontból is hasonlítanak egymáshoz, elképzelhető, hogy Niamh egyben Fand lánya is. Más források megemlítik még Cliodna-t is, aki állítólag szintén Manannán lánya, de mivel Manannán tudvalevőleg számos halandó- és istennővel is megosztotta az ágyát, így meglehetősen bizonytalan a Fandhoz fűződő kapcsolatának mibenléte is.

## Érdekesség
Fandról nevezték el a Vénusz bolygó egyik hegyét, a Fand Mons-ot (7.0°N 158.0°E).